# Victoria amazonica
A vitória-régina ou victória-régia (Victoria amazonica) é uma planta aquática da família das Nymphaeaceae, típica da região amazônica.

## Outros nomes e etimologia
Outros nomes: irupé (guarani), uapé, aguapé (tupi), aguapé-açu, jaçanã, nampé, forno-de-jaçanã, rainha-dos-lagos, milho-d'água, cará-d'água, apé, forno, forno-de-jacaré, forno-d'água, iapunaque-uaupê, iaupê-jaçanã. É utilizada como folha sagrada nos rituais da cultura afro-brasileira, onde é denominada oxibata.
Os ingleses deram-lhe o nome em homenagem à Rainha Vitória, quando o explorador alemão a serviço da Coroa Britânica Robert Hermann Schomburgk levou suas sementes para os jardins de um palácio inglês.
O formato da sua folha lembra um forno de se fazer farinha de mandioca, o que justifica seus nomes "forno", "forno-de-jaçanã", "forno-d'água" e "forno-de-jacaré".
Do fato de seu rizoma ser comestível se originou o nome "cará-d'água". De suas sementes se produz fécula, o que originou o nome "milho-d'água". Em inglês, é chamada de "giant water lily"

## Taxonomia
A espécie faz parte do gênero Victoria, colocado por vezes na família Nymphaeaceae e outras vezes na Euryalaceae. A primeira descrição publicada do gênero foi feita por John Lindley em outubro de 1837, com base em espécimes dessa planta devolvidos da Guiana Inglesa por Robert Schomburgk. Lindley deu ao gênero o nome da recém-ascendida Rainha Vitória, e da espécie Victoria regia. A grafia na descrição de Schomburgk no Athenaeum, publicada no mês anterior, foi dada como Victoria Regina . Apesar dessa grafia ter sido adotada pela Botanical Society of London para seu novo emblema, a versão de Lindley foi a usada ao longo do século XIX.
Um relato anterior da espécie, Euryale amazonica por Eduard Friedrich Poeppig, em 1832, estabeleceu uma afinidade com Euryale ferox. A coleta e descrição também foi feita pelo botânico francês Aimé Bonpland em 1825. Em 1850 , James De Carle Sowerby reconheceu a descrição anterior de Poeppig e transferiu seu epíteto amazonica. O novo nome foi rejeitado por Lindley. O nome atual, Victoria amazonica, não foi amplamente utilizado até o século XX.

## História

### Inglaterra

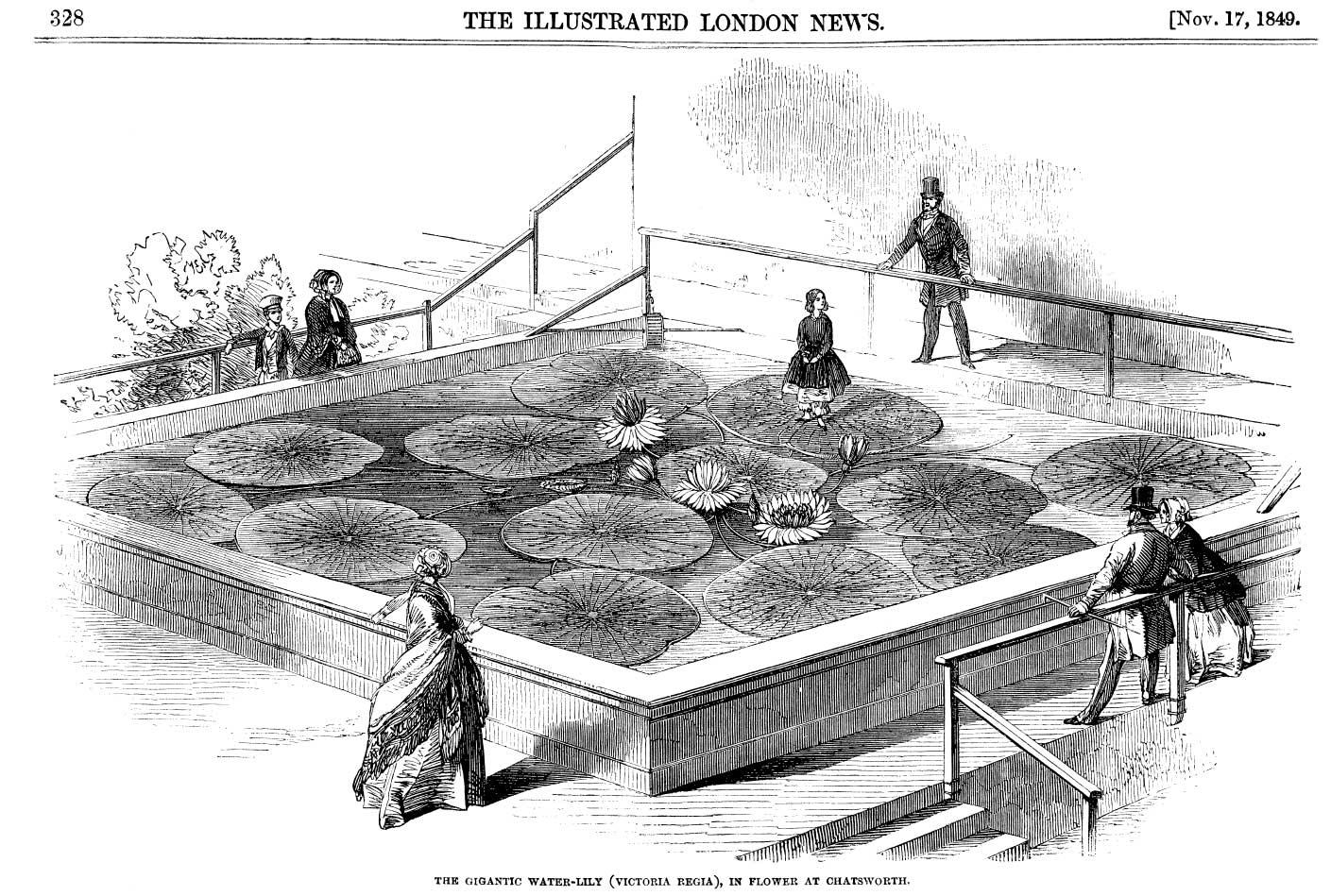
Gravura britânica da planta de 1849

A planta já foi objeto de rivalidade entre jardineiros vitorianos na Inglaterra. Sempre à procura de uma nova espécie espetacular para impressionar seus pares, os “jardineiros” vitorianos, como o duque de Devonshire e o duque de Northumberland, iniciaram uma competição para tornarem-se os primeiros a cultivar e fazer florir esta planta. No final, os dois duques mencionados se tornaram os primeiros a conseguir isso. Joseph Paxton (para o duque de Devonshire) foi o primeiro em novembro de 1849, replicando o habitat quente e pantanoso da vitória-régia (não é fácil no inverno na Inglaterra, com apenas caldeiras a carvão), e um “Sr. Ivison” o segundo e mais constantemente bem-sucedido (para Northumberland) em Syon House .
A espécie capturou a imaginação do público e foi tema de várias monografias dedicadas. As ilustrações botânicas de espécimes cultivados na obra Victoria Regia de Fitch e WJ Hooker de 1851 foram aclamadas pela crítica no Athenaeum, “elas são precisas e lindas”. “O Duque de Devonshire presenteou a Rainha Vitória com uma das primeiras dessas flores e a nomeou em sua homenagem. O nenúfar, com superfície inferior nervurada e folhas com veios “li” e vigas transversais e suportes agiram “como inspiração de Paxton para o Palácio de Cristal, um edifício quatro vezes maior que a Basílica de São Pedro em Roma ”.

## Usos
O rizoma, as sementes, e os pecíolos (talos das folhas) são comestíveis. Por não ser comumente usada como alimento, o pesquisador Valdely Kinupp, a categoriza como PANC.
O suco extraído de suas raízes é utilizado pelos índios como tintura negra para os cabelos.

## Descrição
Ela possui uma grande folha em forma de círculo, com bordas levantadas, que fica sobre a superfície da água e pode chegar a até 2,5 metros de diâmetro e suportar até 40 quilos, se estes forem bem distribuídos em sua superfície. Hoje, existe o controle por novas tecnologias (adubação e hormônios) através da qual é possível se controlar o tamanho das folhas, o que permite que a planta seja utilizada no paisagismo urbano, tanto em lagos quanto em espelhos d'água.

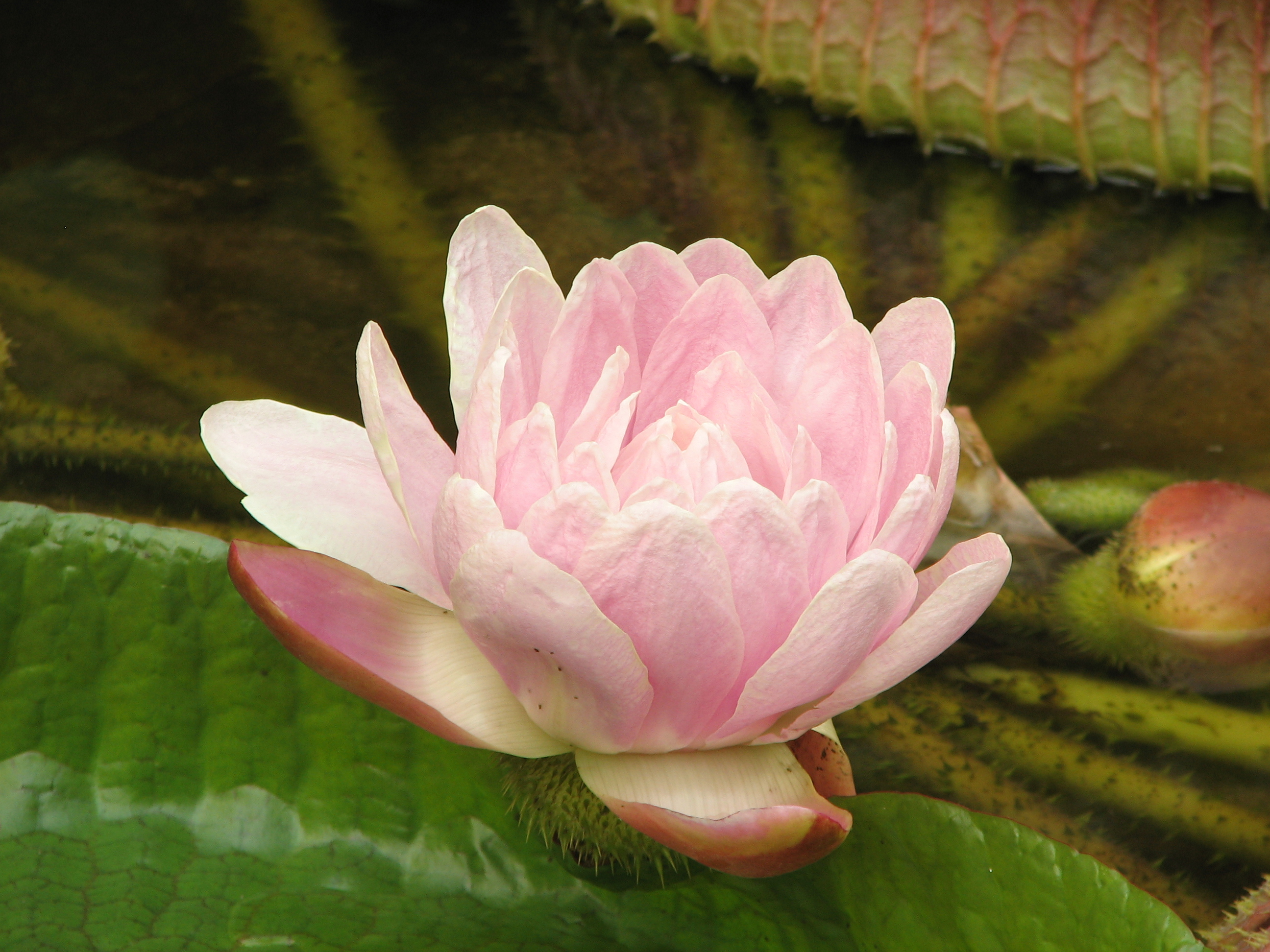
Uma flor de Vitória-régia.

Sua flor pode ser branca, lilás, roxa, rosa e até amarela, e expele uma fragrância noturna adocicada que lembra a do abricó. A floração ocorre desde o início de março até julho, mas a flor só se abre à noite. É chamada pelos europeus de "rosa lacustre", e mantém-se aberta até o início da manhã seguinte. No segundo dia, o da polinização, a flor é cor-de-rosa. Assim que as flores se abrem, seu forte odor atrai os besouros polinizadores (Cyclocephala castanea), que as adentram e, nelas, ficam presos. A flor pode atingir 30 cm de diâmetro, sendo a maior flor da América.

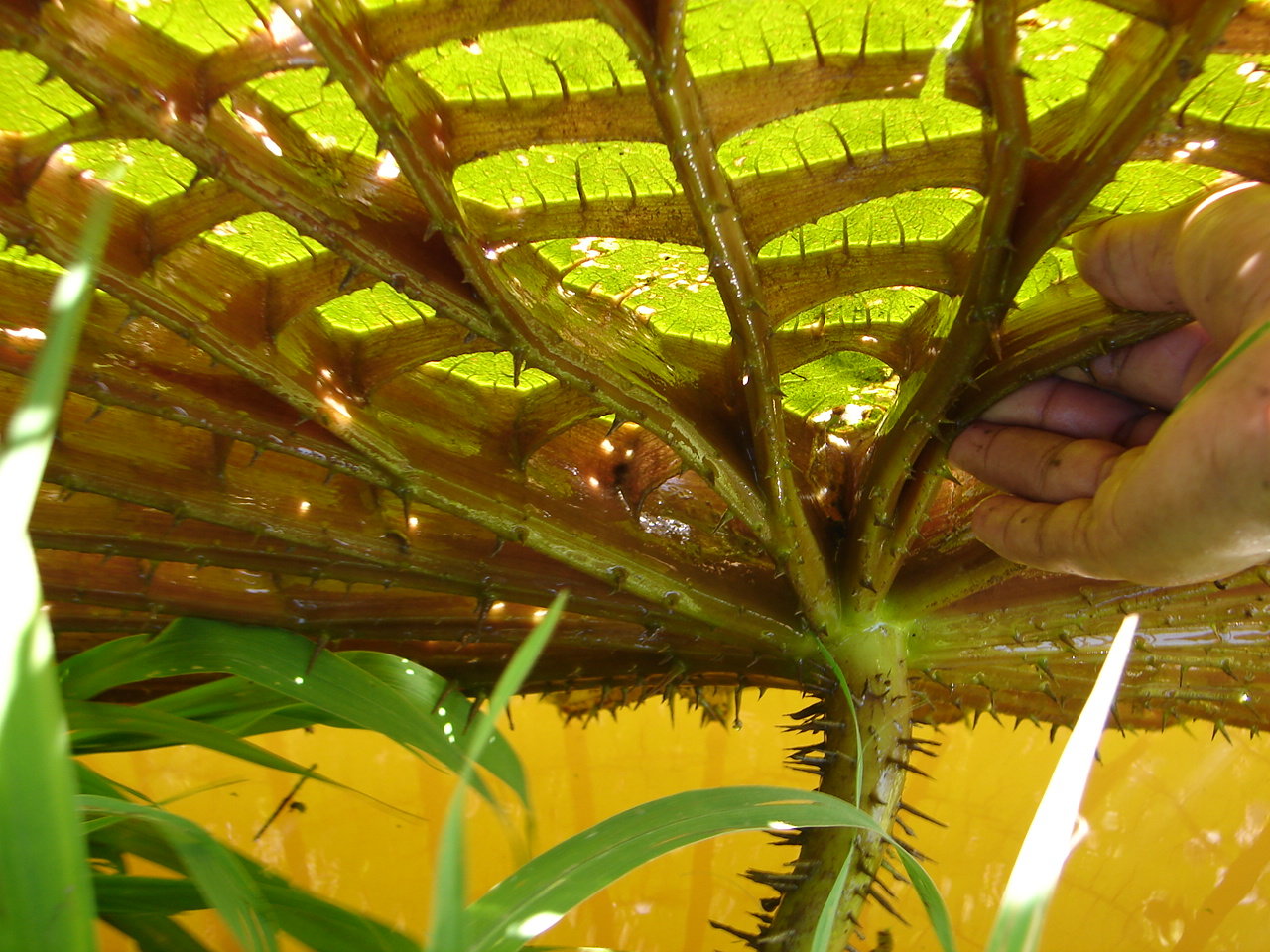
Vista por baixo

Suas folhas são extremamente flutuantes se o peso for distribuído uniformemente sobre toda a superfície da folha . Em 1896, uma folha de V. amazonica em Tower Grove Park, Saint Louis, Missouri, carregou o peso "sem precedentes" de 250 libras (113,6 kg). No entanto, em 1867, William Sowerby, do Regents Park Botanic Garden, em Londres, havia colocado 426 libras (193,9 kg) em uma folha de apenas 168 cm de diâmetro. Uma folha de um espécime cultivado em Ghent, na Bélgica, conseguiu carregar uma carga de 498 libras (226 kg)  É o segundo maior nenúfar do mundo.
V. amazonica é nativa das águas rasas da bacia do rio Amazonas, como braços mortos (chamados de iguarapes) e bayous (chamados de paranas). Em seu habitat nativo, as flores começam a abrir quando o sol começa a se pôr e podem levar até 48 horas para abrir totalmente. Estas flores podem crescer até 40 cm de diâmetro. Todas as flores de uma determinada planta estarão, em uma determinada noite, todas na fase feminina ou todas na fase masculina, de modo que a polinização deve ser feita por um indivíduo diferente, impedindo a autopolinização.
Cada planta produz flores por uma estação de crescimento completa. Elas co-evoluíram uma relação mutualística com uma espécie de escaravelho do gênero Cyclocephala como polinizador. Todos os botões em uma única camada começarão a abrir ao mesmo tempo e, ao fazê-lo, exalam um cheiro frutado. Nesse ponto, as pétalas das flores são brancas e os besouros são atraídos tanto pela cor quanto pelo cheiro da flor. Ao cair da noite, a flor para de produzir o odor e se fecha, prendendo os besouros dentro de seus apêndices carpelários. Aqui, os estames são protegidos pelos paracarpelos e no dia seguinte a flor continua fechada. A cavidade em que o besouro está preso é composta por um tecido esponjoso e amiláceo que fornece nutrição para o besouro. Nesse período, antocianinas começam a ser liberadas pela planta, que por sua vez muda as pétalas de branco para rosa avermelhado, sinal de que a flor foi polinizada. À medida que o besouro mastiga dentro da flor, os estames caem para dentro e as anteras, que já caíram, jogam pólen nos estames. Durante a noite do segundo dia, as flores já terão aberto o suficiente para liberar o besouro e, à medida que avança pelos estames, fica coberto de pólen. Esses insetos irão então encontrar um nenúfar recém-aberto e polinizar com o pólen que carregam da flor anterior. Este processo foi descrito em detalhes por Sir Ghillean Prance e Jorge Arius.
O caule e a parte inferior das folhas são revestidos com muitos espinhos para se defender de peixes e outros herbívoros subaquáticos, embora também possam desempenhar um papel ofensivo ao esmagar plantas rivais nas proximidades, à medida que a vitória-régia se desenvolve agressivamente., privando outras plantas diretamente abaixo de suas folhas desse recurso vital e escurecendo significativamente as águas abaixo. Os nenúfares gigantes mais jovens são conhecidos por balançar seus caules e botões espinhosos à medida que crescem para criar espaço à força para si mesmos.
É retratada no brasão de armas da Guiana.

## Galeria

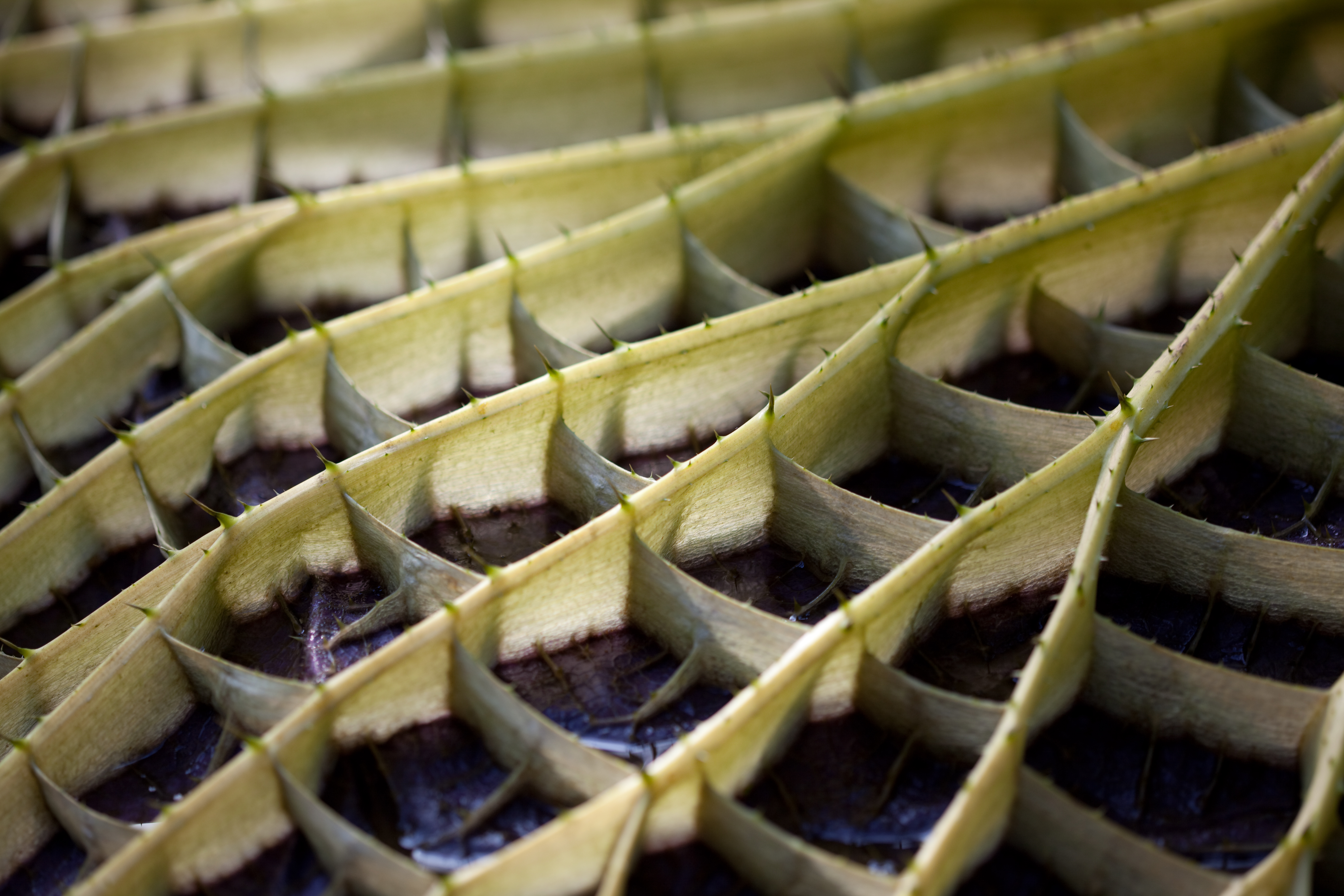
Parte inferior da folha
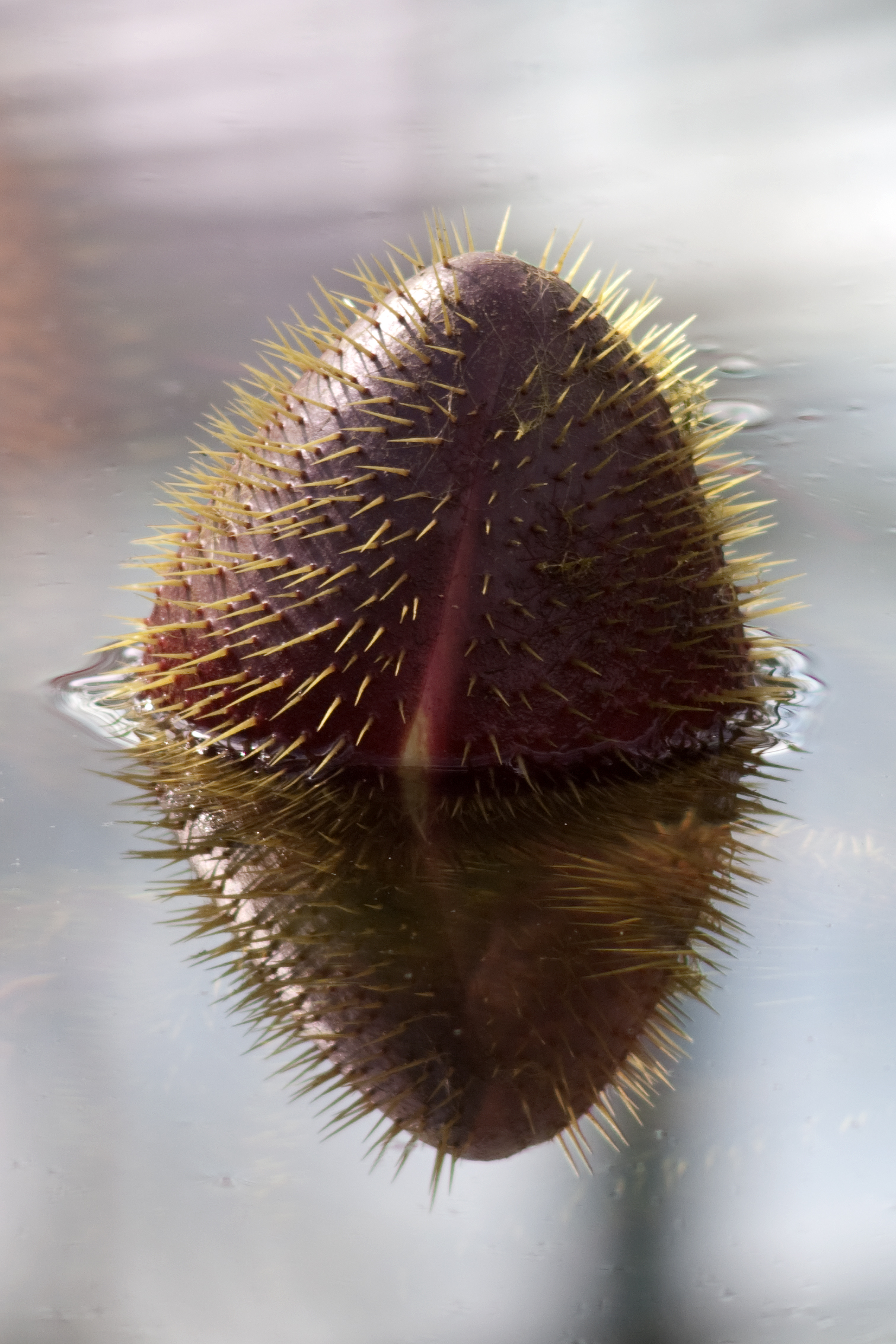
Broto floral no Jardim Botânico de Adelaide
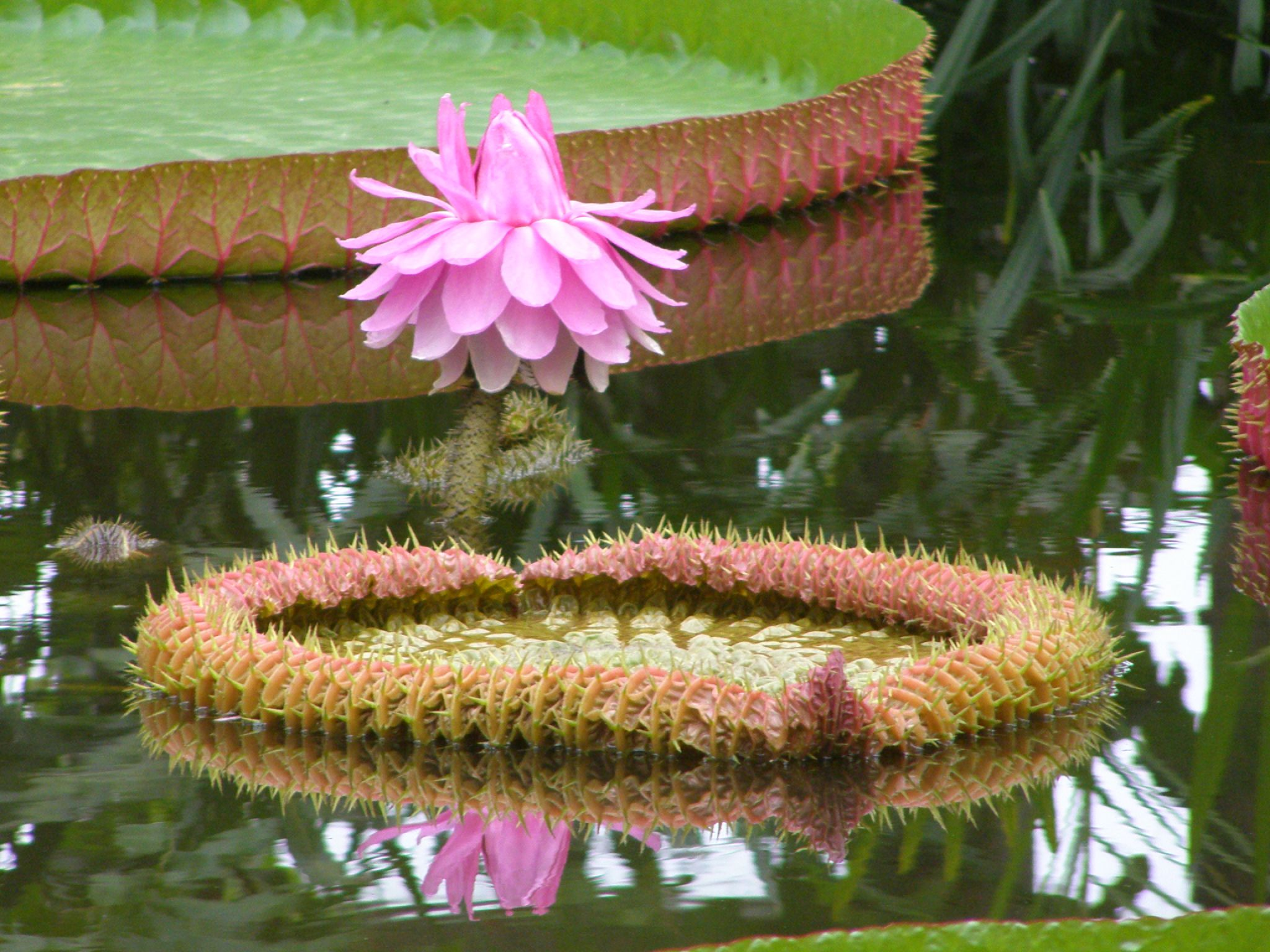
Flor
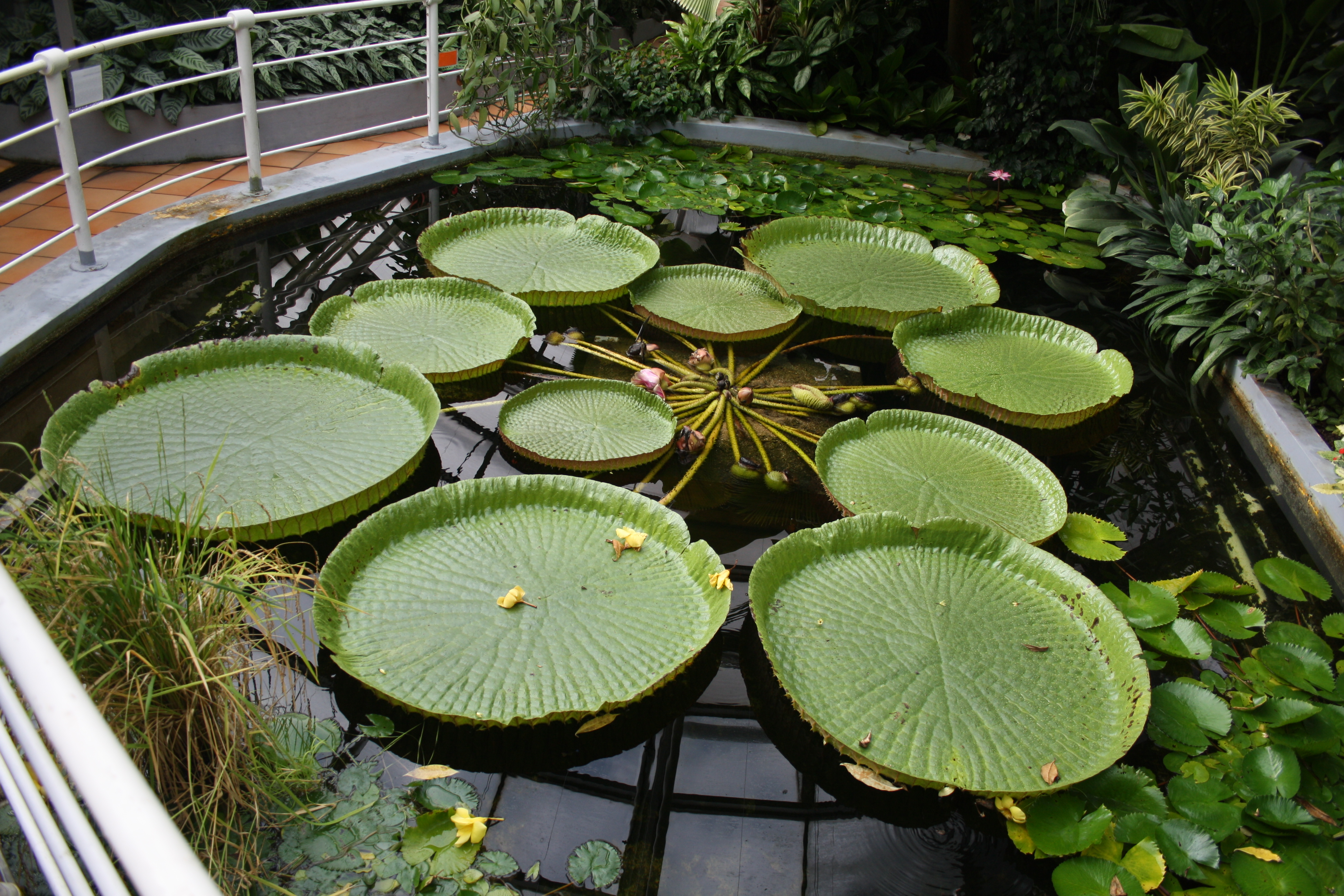
No Jardim Botânico de Brno
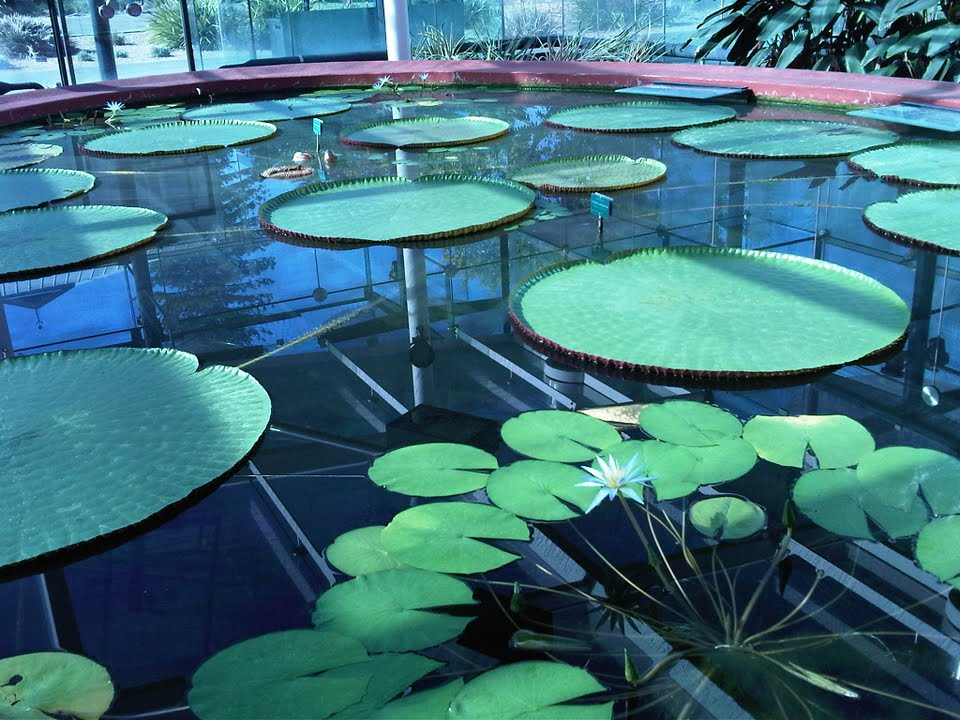
No Jardim Botânico de Adelaide
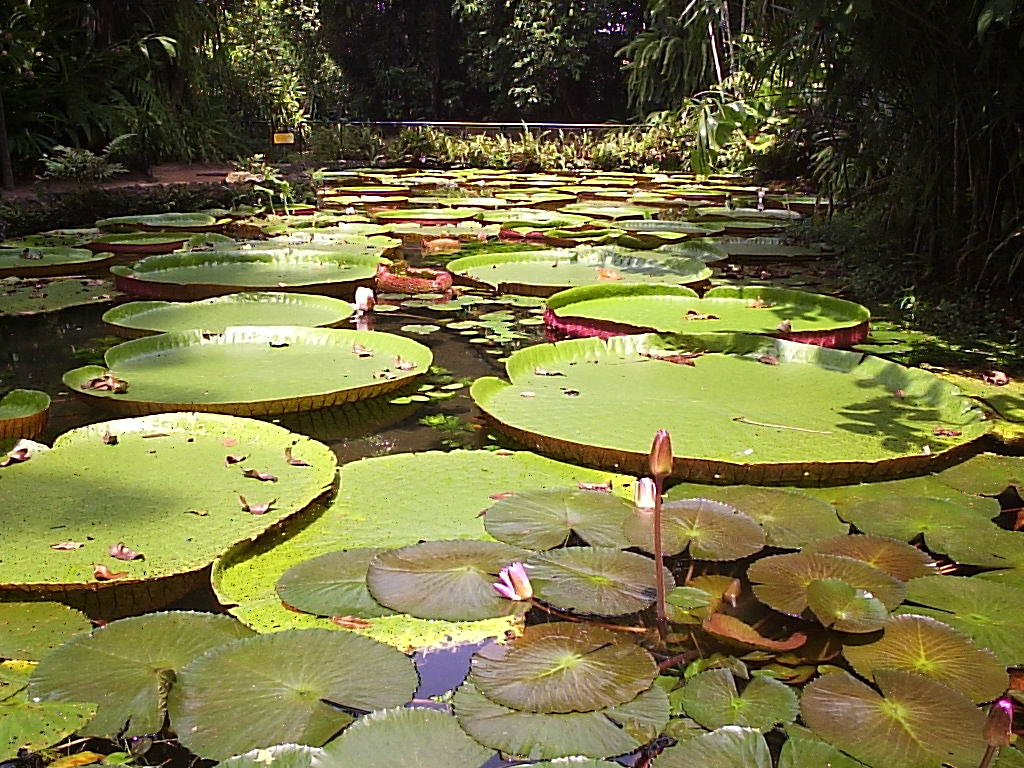
No Museu Paraense Emilio Goeldi
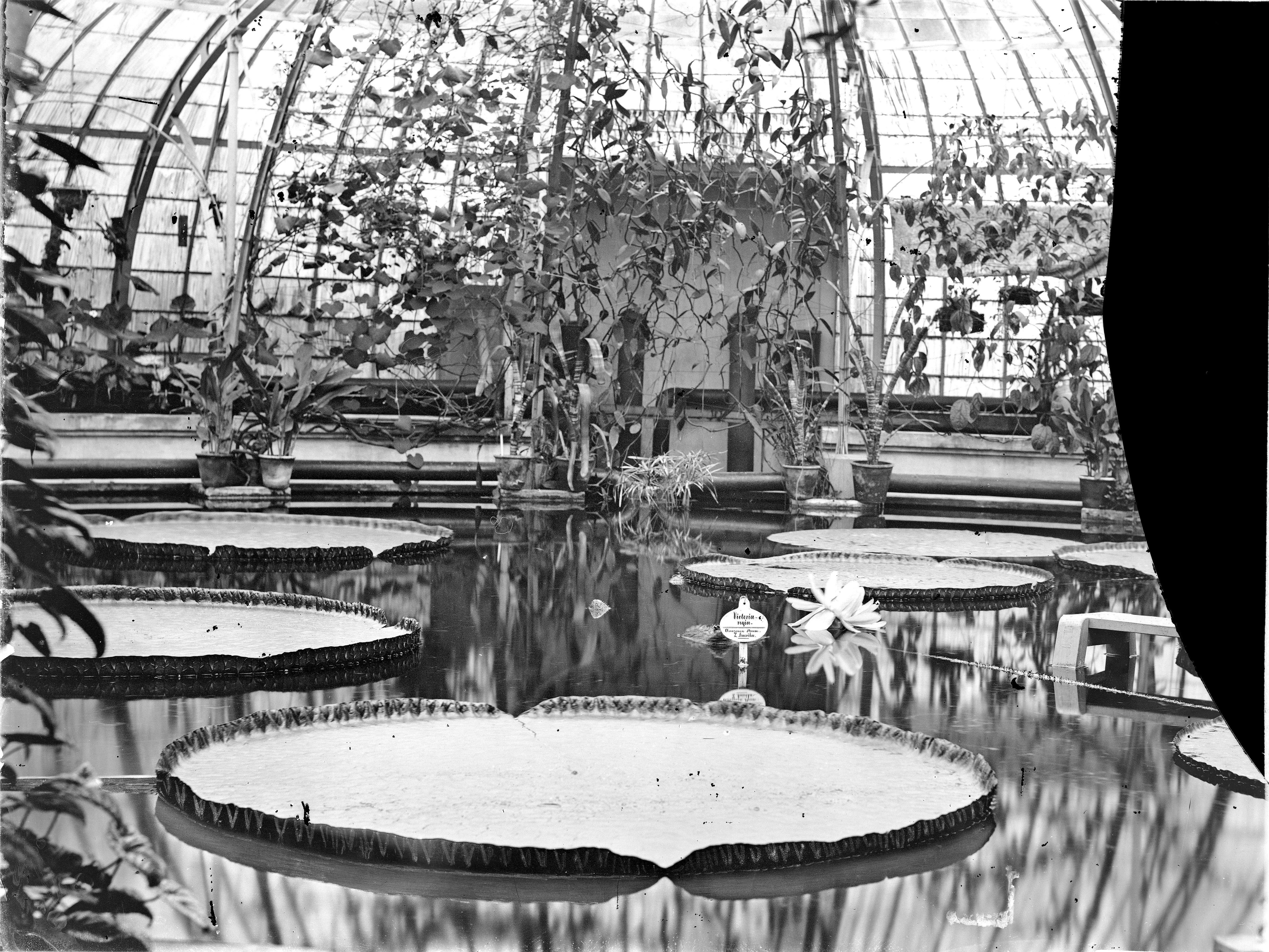
Planta em flor no Horto Botânico de Leiden, ao fim do século XIX
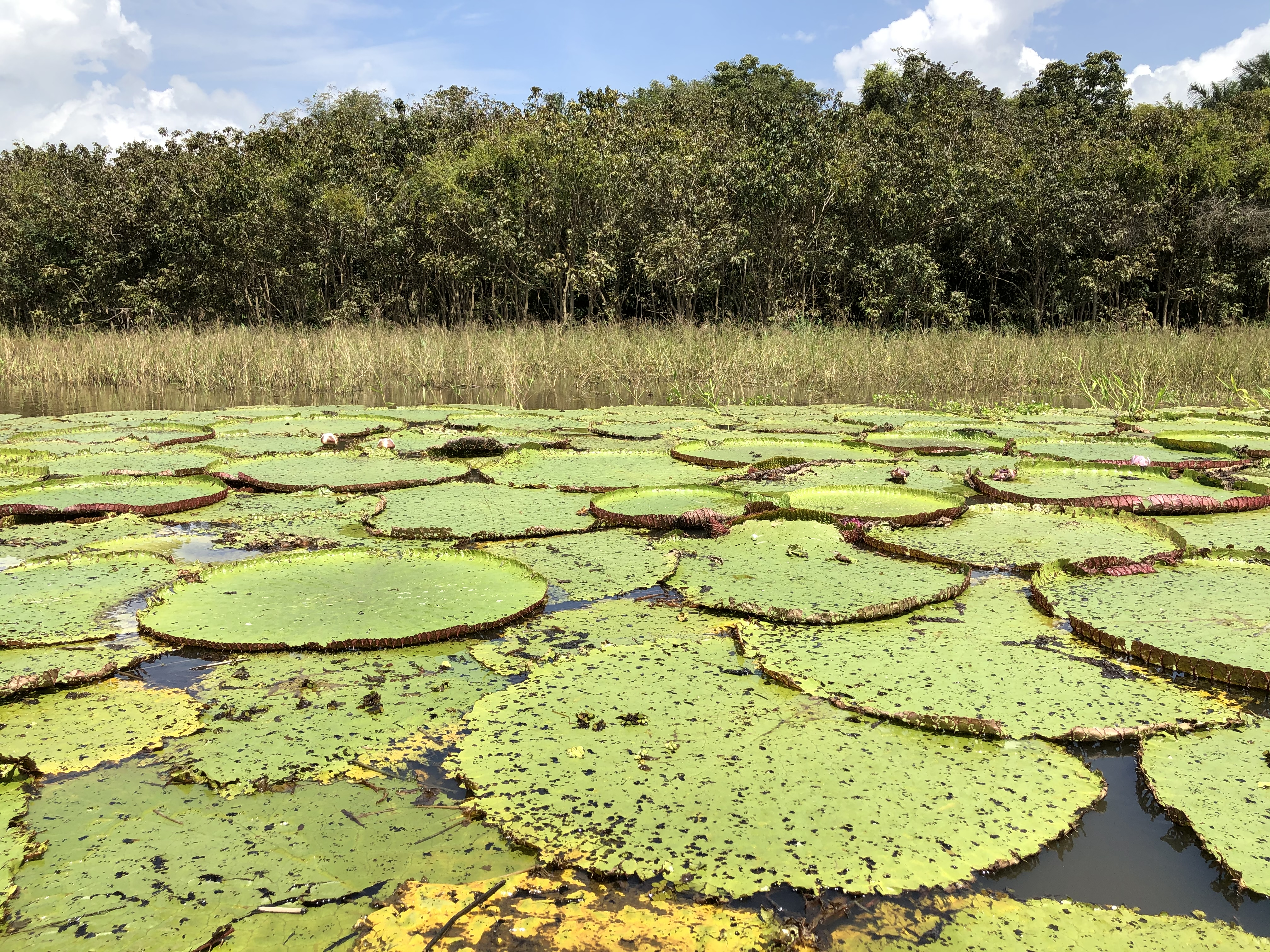
Na bacia do Amazonas próximo a Manaus